# Fiuggi
Fiuggi és una comune de la província de Frosinone, a la Regió del Laci, al centre d'Itàlia, a la Vall Llatina. Fou anomenada Anticoli di Campagna fins al 1911. La ciutat és coneguda per l'Acqua di Fiuggi, que emana de les fonts naturals de les seves muntanyes, una aigua emprada a Itàlia des del segle xiv per les propietats curatives naturals.
Limita amb les comuni d'Acuto, Ferentino, Guarcino, Piglio, Torre Cajetani, Trevi nel Lazio i Trivigliano.